# Monte San Michele
Il monte San Michele (in sloveno Debela griža, in friulano Mont di S. Michêl), è un rilievo del Carso Monfalconese, situato a cavallo tra i comuni di Sagrado ed in particolare nella frazione di San Martino del Carso, e Savogna d'Isonzo nella provincia di Gorizia, non lontano né dal mare Adriatico, che si percepisce dalla sua sommità, né dal sacrario di Redipuglia.
La cresta sommitale è formata da quattro punti culminanti e da essa è visibile una buona porzione dell'Alto Adriatico, con una visione che spazia dalla città di Monfalcone, alla foce dell'Isonzo ed all'intera laguna di Grado, mentre verso sud-est nelle giornate nitide si può arrivare a percepire l'estremità nordoccidentale della penisola istriana di punta Salvore, nei pressi di Pirano.

## Il San Michele durante la prima guerra mondiale
La sua fama è legata al fatto che esso fu teatro di numerose battaglie durante la prima guerra mondiale.
Ancora oggi la zona tra Fogliano Redipuglia e Sagrado è disseminata di trincee, camminamenti, caverne e gallerie nonché di molti piccoli monumenti spontanei sorti dopo il conflitto.
Il San Michele grazie alla sua posizione dominava la bassa valle dell'Isonzo e permetteva di tenere sotto controllo la città di Gorizia. A seguito della Prima battaglia dell'Isonzo, la postazione venne pesantemente fortificata dagli austroungarici, tramite un ampio sistema di caverne e ricoveri, e munita di cannoni di grande calibro. L'esercito italiano tentò per mesi di conquistarlo, tanto che la sanguinosa Seconda battaglia dell'Isonzo è nota anche come "battaglia del San Michele", perché lo sforzo italiano fu più concentrato e intenso. Le estese fortificazioni, difese da reparti ungheresi, resistettero a diversi attacchi e il monte cadde nelle mani dell'esercito italiano solo durante la Sesta battaglia dell'Isonzo.

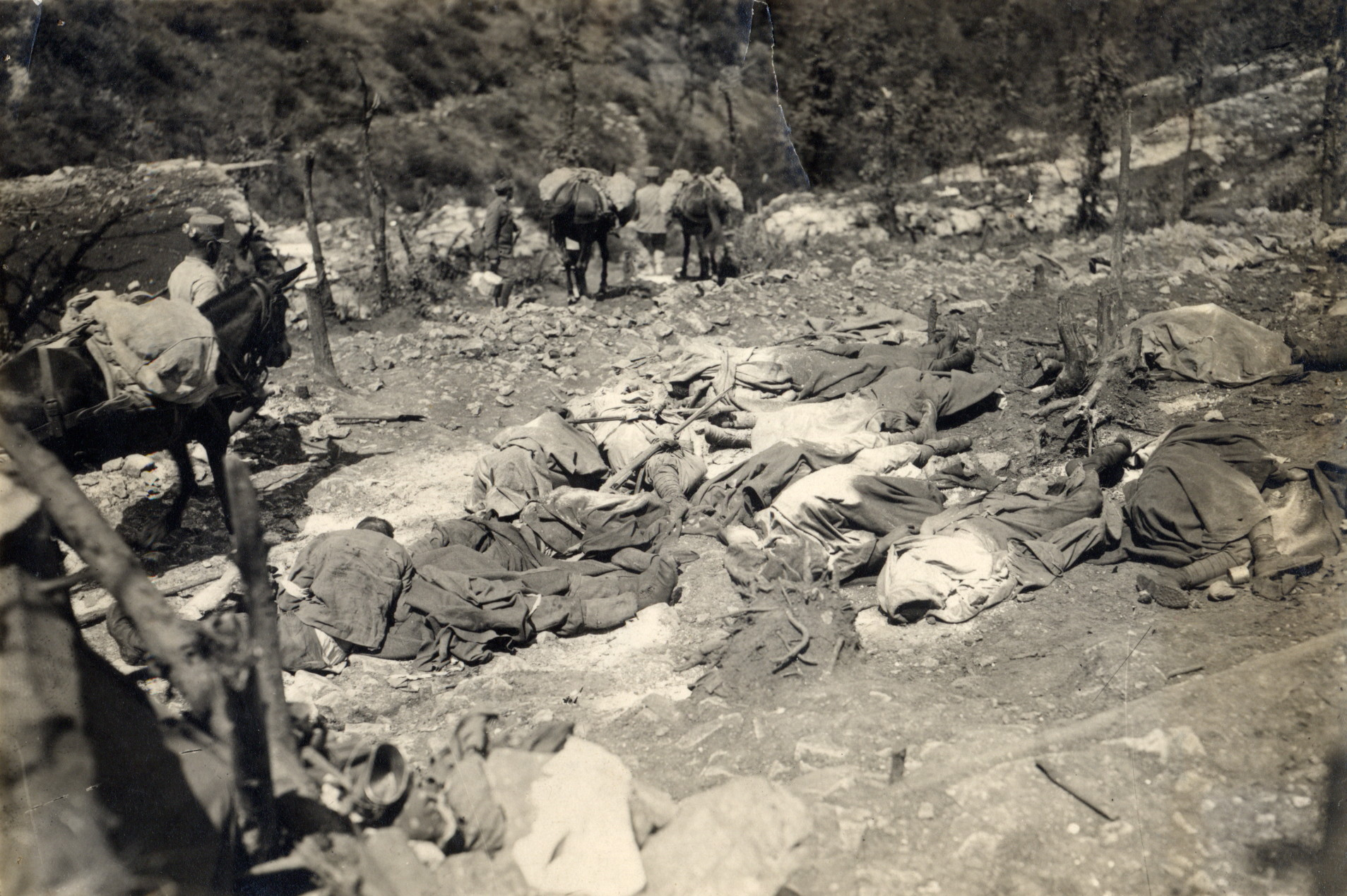
Caduti italiani dopo il primo attacco condotto con i gas asfissianti sul fronte italiano

Fu teatro del primo attacco condotto con i gas sul fronte italiano: il 29 giugno del 1916 l'esercito austroungarico attaccò di sorpresa l'esercito italiano utilizzando una miscela di cloro e fosgene con relativo successo.

## Giuseppe Ungaretti
Località nella zona del San Michele sono citate da Giuseppe Ungaretti come luogo di redazione di diverse poesie (Cima Quattro,  Valloncello di Cima Quattro, Valloncello dell’Albero Isolato, Cotici, Quota 141). Il monte viene citato per nome nel componimento Sono una creatura.

## Museo del monte San Michele
Il monte dal 1922 è dichiarato Zona Monumentale per gli avvenimenti del primo conflitto mondiale. Sono presenti diverse strutture, tra le quali la galleria del comando austroungarico del generale Lukachich e l'ampia galleria della 3ª Armata, accessibile dal piazzale su cui si trova anche il museo.
Dal 1935 è presente un museo della Prima Guerra Mondiale, situato poco lontano da Cima Tre. Nel giugno 2018, in occasione dell’anniversario dei fatti del 29 giugno 1916, è stato inaugurato il nuovo museo, arricchito da contenuti multimediali.